# Beselga (Penedono)
Beselga es una freguesia portuguesa del concelho de Penedono, con 15,19 km² de superficie y 354 habitantes (2001). Su densidad de población es de 23,3 hab/km².

## Galería

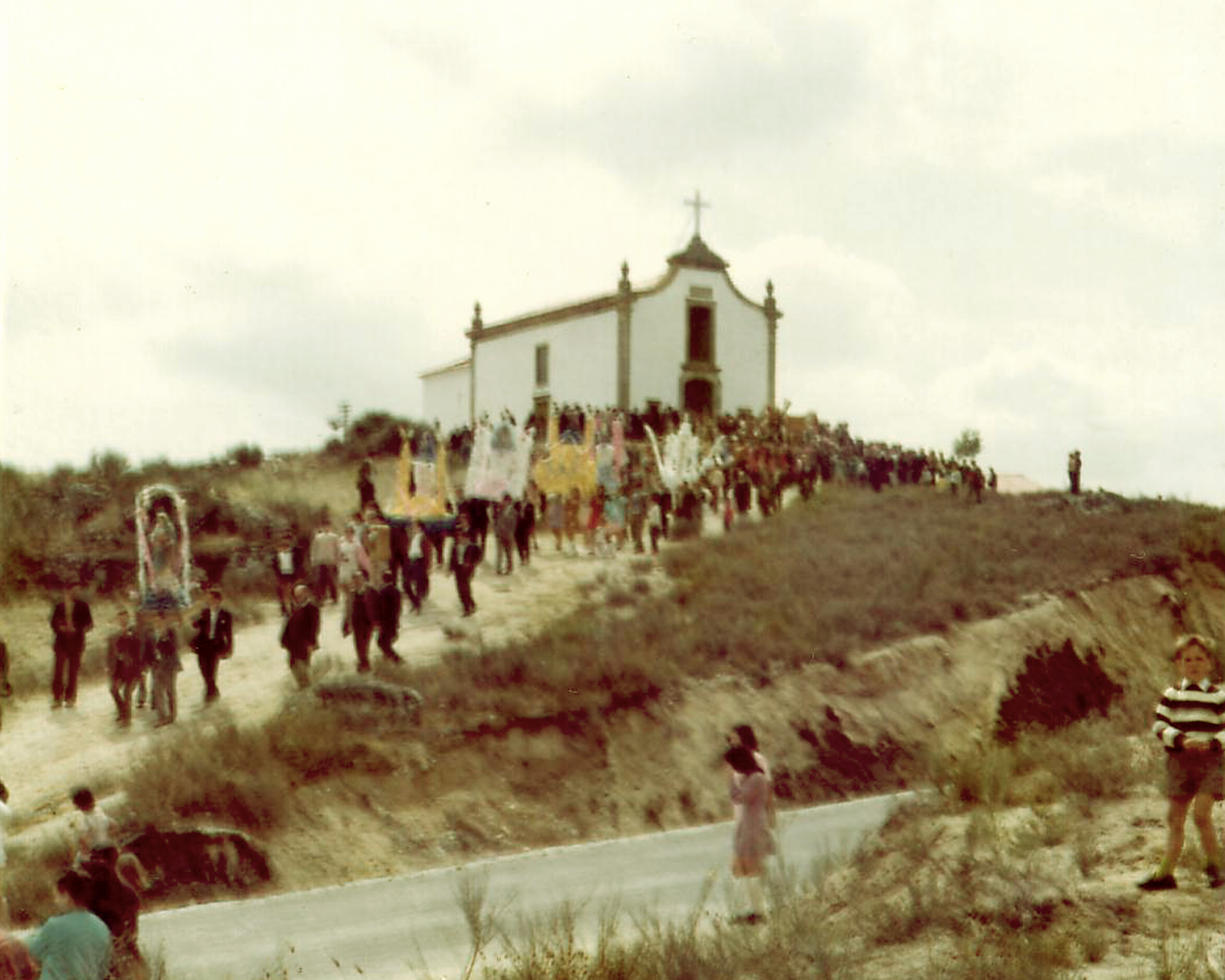
Ermita del Senhor dos Passos.